# Adolf Heilberg
Adolf Heilberg (* 14. Januar 1858 in Breslau; † 17. Dezember 1936 in Berlin) war Rechtsanwalt und Notar, seit 1883 Anwalt in Breslau und schrieb über Standesfragen und bürgerliches Recht.

## Leben
Heilberg arbeitete von 1883 bis 1933 als Rechtsanwalt am OLG Breslau. Er war seit 1909 Vorstandsmitglied und seit 1928 Ehrenmitglied des Deutschen Anwaltvereins, der ihn 1930 zu seinem Vizepräsidenten wählte, und aktiv in der Friedensbewegung. Er war Vorsitzender der Schlesischen Anwaltskammer, deren Vorstand er seit 1898 angehört hatte. Von 1892 bis 1913 war er Vorsitzender der Freisinnigen Volkspartei in Breslau, 1893 Mitgründer der Deutschen Friedensgesellschaft, politisch aktiv in der Deutschen Demokratischen Partei (DDP), 44 Jahre lang Mitglied der Breslauer Stadtverordnetenversammlung und von 1916 bis 1918 deren Vorsitzender.
Zu seinem 75. Geburtstag im Januar 1933 konnte er noch zahlreiche Ehrungen entgegennehmen, so hatte ihn der damalige Präsident des DAV Rudolf Dix in seinem Gratulationsschreiben als „Nathan der Weise der deutschen Rechtsanwaltschaft“ bezeichnet. Zwei Monate später musste er Breslau verlassen und als Vorsitzender der Schlesischen Rechtsanwaltskammer und Vizepräsident es DAV zurücktreten, um der Verhaftung als Jude zu entgehen. In Berlin bezog er eine kleine Wohnung, die alsbald von der Polizei durchsucht wurde. Einen Tag später wurde das ehemalige Büro in Breslau von SA und Polizei durchsucht. Dabei wurde Akten der Deutschen Friedensgesellschaft und Korrespondenz mit dem Internationalen Friedensbüro beschlagnahmt und in Folge Heilbergs ehemalige Privatsekretärin in „Schutzhaft“ genommen.
Heilberg starb in Berlin als Opfer eines Verkehrsunfalls. Im Mai 2019 wurde am alten Jüdischen Friedhof in Breslau eine Gedenktafel zur Erinnerung an ihn enthüllt.

## Veröffentlichungen (Auswahl)
- Die privatrechtlichen Bestimmungen des Friedensvertrages, 1919.
- Beamtenrechtliche Haftung, 1929.
- La traité de Versailles et les principes pacifistes, in:  La paix par le droit  29 (1919), Nr. 11, pp. 450–455.
- Die Friedenskundgebungen der letzten Jahre und die Aufgaben des Pazifismus, in: Völkerfriede 18 (1918,) pp. 5–12.
- Die Friedensbedingungen im Lichte des Pazifismus, in: Der Volksstaat [Breslau], 8. Juni 1919, Nr. 13, pp. 4–5.
- Breslaus großstädtische Entwicklung unter Georg Bender (1891–1912), in: Zeitschrift des Vereins für Geschichte Schlesiens, Bd. 53, Heft 2 (1919), pp. 9–37.
- Memoiren im Archiv des Leo Baeck Instituts/Center for Jewish History. New York, verfasst 1934–1935.
  - Erinnerungen 1858–1936, Ms., Auszug, in: Monika Richarz (Hrsg.): Jüdisches Leben in Deutschland.  Band 2: Selbstzeugnisse zur Sozialgeschichte im Kaiserreich. Stuttgart : DVA, 1979, S. 289–297